# Восемьдесят первый километр
Во́семьдесят пе́рвый киломе́тр (81 км) — посёлок в Калитинском сельском поселении Волосовского района Ленинградской области.

## История
По данным 1973 и 1990 годов посёлок Восемьдесят первый километр входил в состав Калитинского сельсовета Волосовского района.
В 1997 году в посёлке проживали 33 человека, в 2002 году — 31 человек (русские — 84 %), в 2007 году — 29.

## География
Посёлок находится в восточной части района на автодороге 41А-002 (Гатчина — Ополье).
Расстояние до административного центра поселения — 4,7 км.
Ближайший железнодорожный остановочный пункт — платформа Роговицы (81 км).

## Население
| 1997 | 2002 | 2007 | 2010 | 2013 | 2017 |
| ---- | ---- | ---- | ---- | ---- | ---- |
| 33   | ↘31  | ↘29  | ↗35  | →35  | ↗49  |

### Национальный состав
Согласно данным Всероссийской переписи населения 2021 года в посёлке проживали 48 человек, из них:
 русские — 47, один человек национальность не указал.

## Инфраструктура
На 1 января 2013 года в посёлке было зарегистрировано: домов — 2, хозяйств — 14, дачных хозяйств — 5.

## Предприятия и организации
- Объединение ООО «Биопром» — стройматериалы, спиртные напитки
- Автомобильная заправочная станция
- ЗАО «Волосовоавтотранс» — грузовые перевозки (до 2016 года занималось также пассажирскими перевозками (см. Волосовский автобус)

## Транспорт
От Волосово до 81 км можно доехать на автобусах № 39, 39А, 46, 524.
В посёлке находится остановочный пункт железнодорожная платформа Роговицы.